# Роза, Сальватор
Сальва́тор Ро́за, Сальвато́ре Ро́за (итал. Salvator Rosa, Salvatore Rosa ; 20 июня 1615[…], Неаполь — 15 марта 1673[…], Рим) — итальянский живописец, рисовальщик, гравёр и поэт эпохи барокко. Родившийся в Неаполе, работавший в Риме и Флоренции, он был художником-бунтарём и прожил бурную жизнь, насыщенную необычайными событиями. Его творчество относят к неаполитанской школе и преромантическому течению в западноевропейском искусстве.

## Биография
Сальватор Роза родился в Неаполе 21 июля 1615 года. Его отец, Вито Антонио Де Роза (такая форма фамилии засвидетельствована в документах о семье и юности художника), упоминается в источниках как архитектор или землеустроитель (agrimensore). Мать, Джулия Греко, из сицилийских греков, принадлежала к семье художников: её отец Вито и брат Доменико Антонио имели собственную мастерскую (bottega alla Carità). Его сестра Джованна вышла замуж за художника Франческо Фраканцано, который некоторое время был наставником Сальватора Розы.
Потеряв отца в 1621 году, Сальватор вырос на попечении своего деда по материнской линии, а затем обучался в религиозных школах, только что основанных в Неаполе Джузеппе Каласанцио. Художник вступил в новициат Ордена францисканцев 1 августа 1630 года под именем Сальваторе ди Сан-Пьетро. 7 сентября 1632 года, в возрасте семнадцати лет, он назвал себя художником и сказал, что всегда жил со Святым Духом.
Сальватор Роза готовился принять духовный сан, но чувствовал влечение к искусству и стал учиться живописи, вначале у своего дяди по материнской линии Паоло Греко, а затем у Аньелло Фальконе. Считается, что значительное влияние на Розу оказал Хусепе Рибера, испанский караваджист, работавший в Неаполе, но документальных свидетельств этому не найдено.
В возрасте восемнадцати лет он отправился в путешествие по Апулии и Калабрии, попал в руки местных разбойников и некоторое время жил среди них, изучая их типы и нравы, после чего работал в Неаполе. Живописец Джованни Ланфранко предложил молодому художнику в 1635 году переехать в Рим. В папском городе Сальватор Роза испытал влияние произведений Питера ван Лара и Микеланджело Черквоцци, поэтому обратил своё внимание на школу бамбоччанти. Это влияние проявилось в различных произведениях того периода, таких как «Пейзаж с бандитами»; однако позднее живописец в своих презрительных сатирах отрицал этот «низменный» жанр.
В Риме Сальватор приобрёл скандальную известность натуралистичными изображениями сцен из быта пастухов, солдат и бандитов. Своими поэтическими «сатирами» и, в особенности, картинами «Скоротечность человеческой жизни» и «Богиня счастья, расточающая свои дары недостойным», он до такой степени восстановил против себя римское общество, что вынужден был бежать в Неаполь. Когда в 1647 году в Неаполе вспыхнуло народное восстание под предводительством Мазаньелло, Сальватор Роза принял в нём участие.
В 1638 году Сальватор Роза навсегда поселился в Риме под защитой влиятельного кардинала Франческо Мария Бранкаччо, близкого семье Барберини, любителя искусств и театра. Бранкаччо, назначенный епископом Витербо, побудил художника написать алтарный образ «Неверие Фомы» (L’incredulità di Tommaso) для алтаря церкви Сан-Томмазо (Святого Фомы; ныне в Палаццо-дей-Приори). В Риме художник смог познакомиться со многими картинами Риберы и Караваджо; кроме того, в эти годы можно проследить изменение его индивидуального стиля в сторону более классического и монументального видения благодаря влиянию творчества Клода Лоррена, Никола Пуссена и Пьетро Тесты.
Сальватор Роза обладал широким кругом интересов, его привлекали писательство и театр. Он пробовал свои силы как актёр на сцене комического и музыкального театра; в своих сатирических стихотворениях высмеивал аристократию и знаменитых художников, среди которых доминировала фигура Джан Лоренцо Бернини. Из-за скандальных размолвок с главным героем эпохи барокко в Риме, а также из-за того, что ему не удалось поступить в Академию Святого Луки, Сальватор Роза в 1640 году решил переехать во Флоренцию, где оставался до 1649 года.
Во Флоренции Сальватора Розу принимал Джованни Карло Медичи, человек, разбирающийся в театре (он построил «Театр Пергола» во Флоренции, открытый в 1657 году) и ставший покровителем основанной С. Роза «Академии Неутомимых, Непредсказуемых и Избитых» (Accademie degli Instancabili, degli Improvvisi e dei Percossi). Участники академии решили возродить старый обычай флорентийских компаний, устраивая обеды, на которых читали сатиры и комедии. Во Флоренции С. Роза вошёл в круг тосканских литераторов и философов. Там же он начал писать картины эзотерического содержания, так называемые «Колдовские» (Incantesimi) или «Магические» (Magherie), в которых соединил воспоминания детства в Неаполе, где глубоко укоренился вкус к мрачному и волшебному, и изображения предметов магии и колдовства, которые любили собирать члены семьи Медичи.
В 1650 году художник вернулся в Рим, ни с кем не общался, не принимал никаких заказов и посвятил себя созданию картин, изображающих битвы и загадочные пейзажи (темы, пользовавшиеся большим спросом), но продавал их через своего друга банкира Карло де Росси, стремясь избежать любого общения, которое могло бы повлиять на его творчество.
Сальватор Роза умер в Риме 15 марта 1673 года; он был похоронен в базилике Санта-Мария-дельи-Анджели-э-дей-Мартири, в гробнице (в вестибюле по левой стороне от входа), построенной его сыном Августом. Надгробие Сальватора Розы с бюстом художника дополнено латинским девизом: «скрытый» (nascosto), который интерпретируют в качестве декларации свободы мысли в Европе семнадцатого века.

## Творчество
Примыкая к натуралистам неаполитанской школы живописи, имея некоторую общность со своими предшественниками, Риберой и Фальконе, Роза тем не менее продемонстрировал, при большом разнообразии сюжетов, истинную оригинальность в их трактовке. В картинах на исторические темы он умел соединять реалистичность изображения с фантастичностью композиции и необычными деталями. Лучшей из таких картин считается «Заговор Катилины» (в галерее Палаццо Питти, во Флоренции). В числе других, схожих произведений того же рода: «Ангел и Товия», «Явление духа Самуила Саулу» (Лувр, Париж), «Иона в Ниневии» и «Кадм и Минерва» (Копенгаген), «Распятие» (в Брауншвейгском музее), «Прометей» (в Гаагской галерее), «Блудный сын», «Одиссей и Навсикая» и «Демокрит и Протагор» (в Эрмитаже в Санкт-Петербурге).
Портреты работы Розы выразительны и характерны, что заставляет предполагать об их сходстве с позировавшими лицами. В пейзажах знатоки живописи усматривают влияние Клода Лоррена. Однако Роза предстаёт совершенно самобытным мастером, когда изображает проникнутые поэтическим настроением суровые горы, дикие ущелья, глухие лесные чащи. Он написал немало картин, в которых пейзаж имеет значение фона, а главными являются человеческие фигуры — по большей части солдат, бродяг и разбойников.
В последние годы своей жизни Роза усердно занимался гравированием. Всего им создано восемьдесят шесть офортов по собственным рисункам, многие из которых могут быть причислены к лучшим созданиям художника.
Роза сочинил несколько драм, в которых часто выступал в качестве актёра, а также ряд едких сатир.
Живопись Сальваторa Розы стали особенно ценить в эпоху романтизма, поскольку она полностью отвечала новой эстетике рубежа XVIII—XIX веков. Так, Жермен Базен писал, что Сальватор Роза внёс «драматическую ноту в восприятие природы»… В своих произведениях «он создаёт некую формулу романтического пейзажа, которой суждено было оказать значительное влияние». И далее: «Бурную жизнь Сальватора Розы, бывшего поочерёдно революционером, разбойником, странствующим актёром и сочинителем пьес, смягчил романтизм его искусства» и созданный им «новый тип пейзажа с изображением дикой и пустынной природы», оказавший влияние на творчество многих художников, в первую очередь на Гаспара Дюге.
Пространную характеристику творчества Сальватора Розы дал отечественный исследователь Виктор Власов: «Беглая живописная манера и „неустойчивый рисунок“ позволяют отнести его творчество к маньеризму. „Аллегории“ Розы вызывали скандал намёками и вольностями, гравюры серии „Каприччи“ (1656) сделали его „бунтовщиком“. Даже алтарные картины демонстрировали неуёмный темперамент и склонность к крайностям. Патетичность Розы, частые сбои, противоречия — результат исканий нового стиля в период кризиса итальянской живописи позднего барокко».
Розу ценили современники и ближайшие последователи как художника с мятежной душой, опередившего своё время. Учениками С. Розы были Карло Бонавиа, Бартоломео Торреджани. Его влияние испытали Пьер Франческо Мола, Алессандро Маньяско, Себастьяно и Марко Риччи.
В Санкт-Петербургском Эрмитаже находятся пять картин Сальватора Розы, из них четыре происходят из собрания Роберта Уолпола в замке Хоутон-холл в Англии. В 1779 году знаменитая «Хоутонская коллекция» (204 картины) была приобретена российской императрицей Екатериной II для Картинной галереи Императорского Эрмитажа.
Наряду с «культурным мифом» о Сальваторе Розе, о его личности сочиняли легенды и разного рода небылицы. Среди таких историй были те, которые рассказывали о заключении художника в тюрьму в Калабрии вместе с какими-то бандитами (как в картине «Грот у моря в Неаполитанском королевстве с бандитами» Джозефа Райта из Дерби и в «Сальватор Роза зарисовывает бандитов» Томаса Морана). Впоследствии мистицизм Розы послужил поводом для литературных сочинений, начиная с биографии леди Морган, которая изображала художника как патриота Италии и воинственного героя: образ, который будет подхвачен другими писателями, такими как Александр Дюма, Теофиль Готье и Джозуэ Кардуччи, автором предисловия к «Сатирам» 1860 года. Первым, кто отошёл от полностью выдуманного и недостоверного в биографии Розы, был итальянский историк искусства Луиджи Салерно. После тщательного изучения документальных материалов он в 1963 году опубликовал первую научную монографию о художнике. Салерно определил Розу как «художника инакомыслия», неподчиняющегося покровительству, которому были подвержены все художники того времени, даже сам Бернини; таким образом, подтверждая бунтарское и «преромантическое» отношение Розы к искусству, окончательно опровергнув многие легенды, распространявшиеся в эпоху романтизма.
Ранние биографии художника были изданы Филиппо Бальдинуччи (новое венецианское издание 1830 г.), Иоганном Домиником Фьорилло (с приложением сатиры Розы «Стихотворное искусство», Геттинген, 1785). Историограф Джованни Баттиста Пассери в своих «Жизнеописаниях» предложил подробный физиогномический портрет Сальватора Розы: «Было любопытно в его присутствии, потому что, будучи небольшого роста, он проявлял быстроту и изящество в движениях: темный, коричневый цвет лица, подобно африканской смуглости, но это не было неприятным. Его глаза были голубыми, но очень яркими; густые чёрные волосы, ниспадающие на плечи, развевающиеся или естественно уложенные. Одежду он носил галантно, но без излишеств».
Необычной жизни Сальватора Розы посвящён художественный фильм «Приключение Сальватора Розы» режиссёра Алессандро Блазетти (1939).

## Галерея
- Мужской портрет (Портрет бандита). 1640-е гг. Холст, масло. Государственный Эрмитаж, Санкт-Петербург
- Блудный сын. Ок. 1653 г. Холст, масло. Государственный Эрмитаж, Санкт-Петербург
- Гераклит и Демокрит. Ок. 1647. Холст, масло. Музей истории искусств, Вена
- Вечерний пейзаж. Между 1640 и 1643 гг. Холст, масло. Частное собрание
- Гавань с пристанью. 1640. Холст, масло. Палаццо Питти, Флоренция
- Речной пейзаж с Аполлоном и Кумской сивиллой. Ок. 1665. Холст, масло. Собрание Уоллеса, Лондон
- Святой Иоанн Креститель, представляющий Христа ученикам. Ок. 1655 г. Холст, масло. Художественная галерея и музей Келвингроув, Глазго
- Скалистый пейзаж с охотником и воинами. Ок. 1670. Холст, масло. Лувр, Париж